# Euphorbia atropurpurea
Az Euphorbia atropurpurea a Malpighiales rendjébe, ezen belül a kutyatejfélék (Euphorbiaceae) családjába tartozó faj.

## Előfordulása
Az Euphorbia atropurpurea eredeti előfordulási területe a Kanári-szigetekhez tartozó Tenerifén van. A Teno-hegység, a Teide hegy és a Güímar oldalain a leggyakoribb. 300-1200 méteres tengerszint feletti magasságok között él.
Manapság a világ számos melegebb égövén dísznövényként termesztik. Nem igényes, csak jó napsütés és bőséges víz szükséges.

## Megjelenése
Elérheti a 2 méteres magasságot is. Az ágai pozsgásak, viszont tövismentesek. A nagy, kékeszöldes levelei az ágak végén ülnek és csokrot alkotnak. A virágoknak 1 centiméternél is nagyobb, sötétvörös murvalevelei (bractea) vannak. A vörös toktermésében három sötétbarna mag van. Az Euphorbia atropurpurea tejszerű nedvet tartalmaz, mely az ember számára mérgező.

## Életmódja
A megélhetéséhez nagy nedvességre van szüksége. Sziklákon és hegyoldalakon nő. Decembertől májusig virágzik. Főleg magok által terjed, ritkábban gyökérhajtásokkal.

## Képek

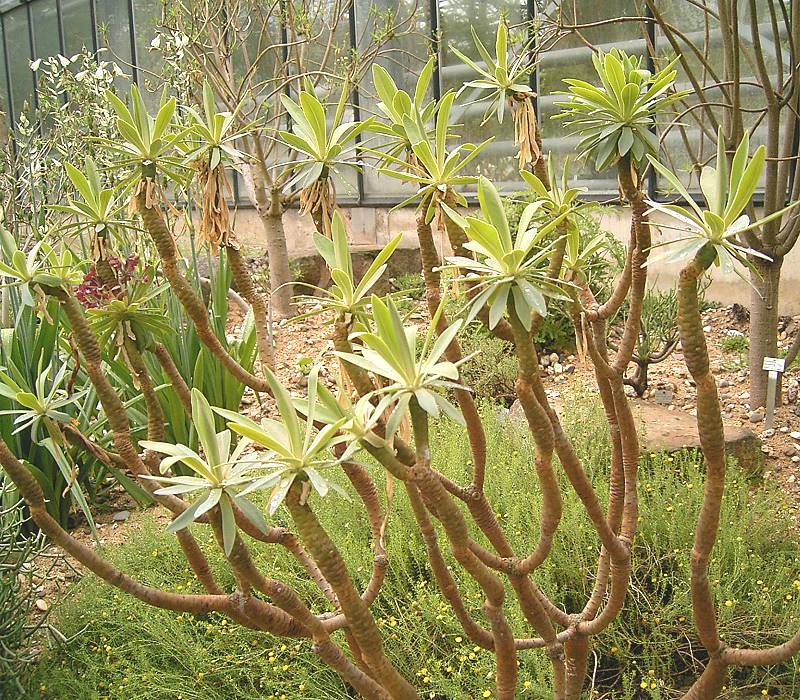
A növény
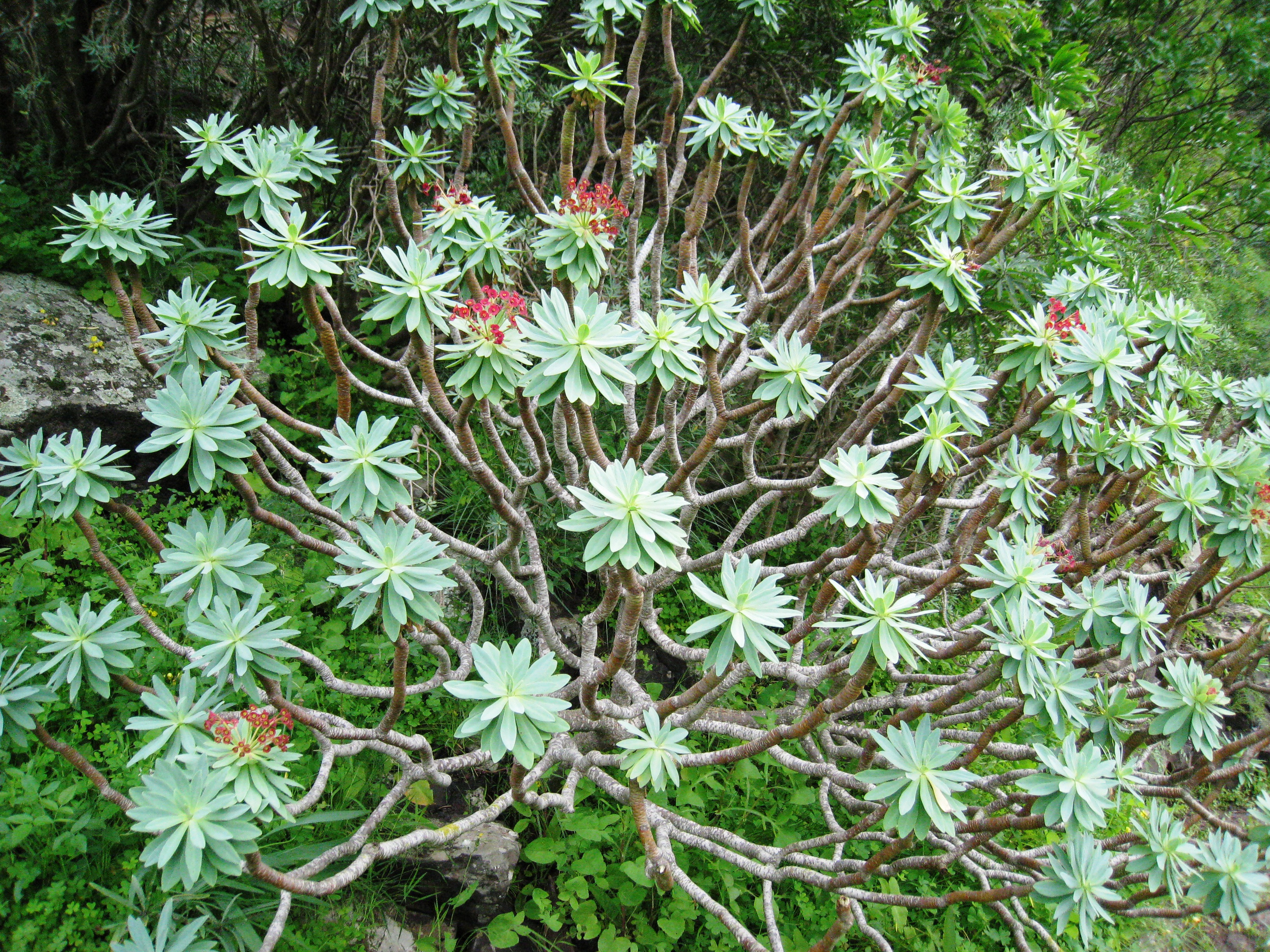
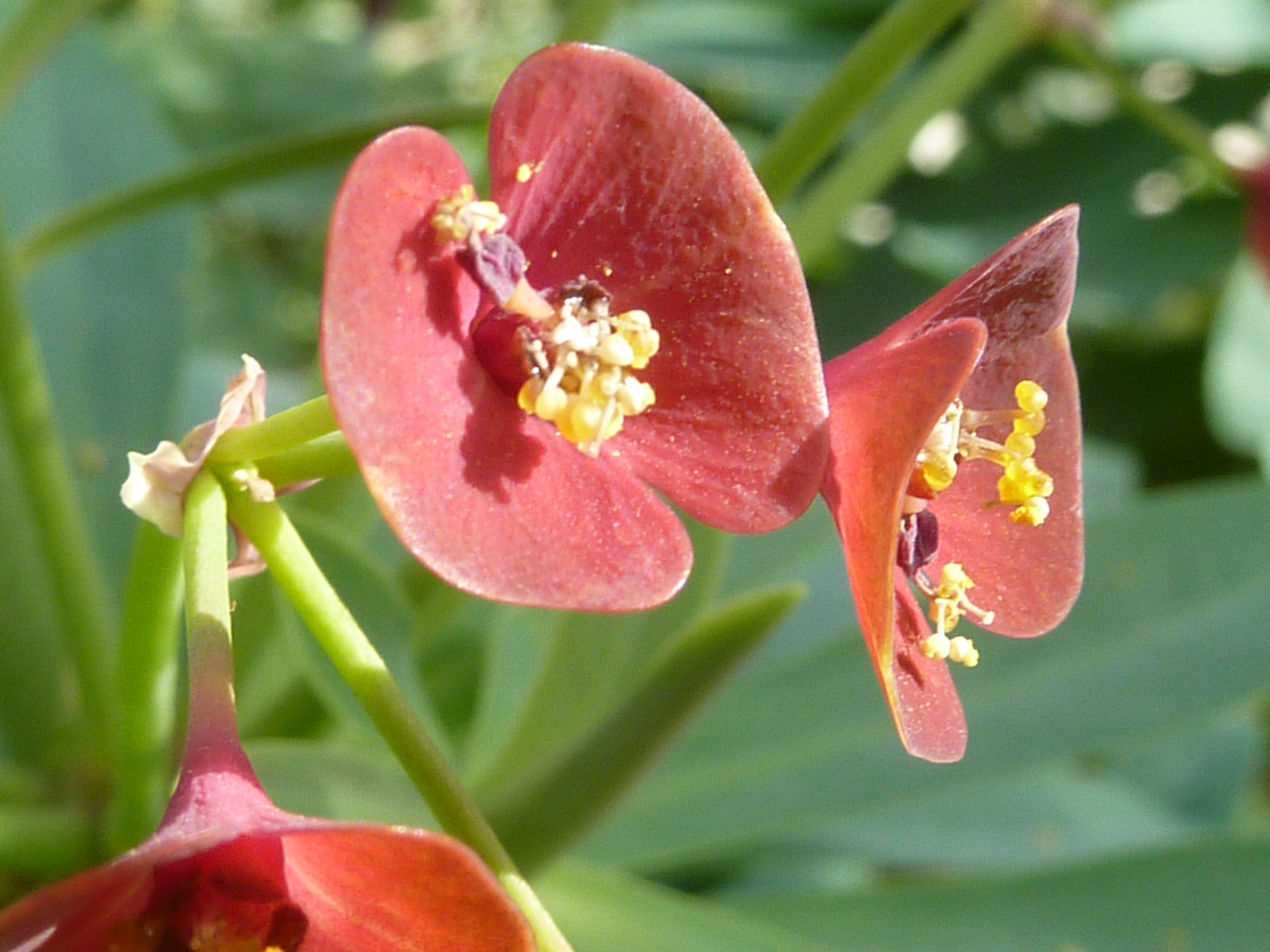
Virágai
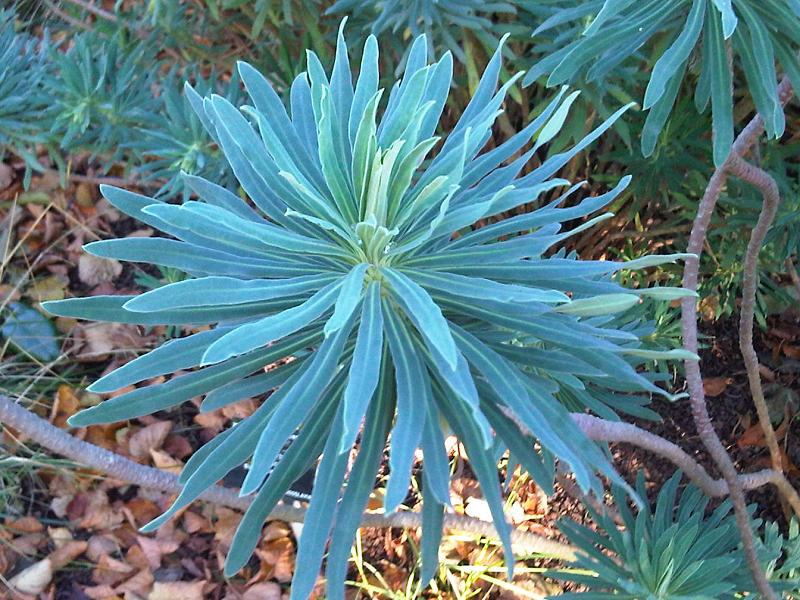
Levelei

## Fordítás
- Ez a szócikk részben vagy egészben  az   Euphorbia atropurpurea című angol Wikipédia-szócikk ezen változatának fordításán alapul.  Az eredeti cikk szerkesztőit annak laptörténete sorolja fel. Ez a jelzés csupán a megfogalmazás eredetét és a szerzői jogokat jelzi, nem szolgál a cikkben szereplő információk forrásmegjelöléseként.